# Jesús Molina
Jesús Antonio Molina Granados (Hermosillo, 29 maart 1988) is een Mexicaans voormalig voetballer die doorgaans speelde als middenvelder. Tussen 2007 en 2024 was hij actief voor Club Tigres, Club América, Santos Laguna, Monterrey, Chivas Guadalajara en Pumas UNAM. Molina maakte in 2010 zijn debuut in het Mexicaans voetbalelftal en kwam uiteindelijk tot tweeëndertig interlandoptredens.

## Clubcarrière
Molina speelde vanaf 2007 voor Club Tigres, nadat hij op 24 augustus 2007 debuteerde tijdens een 2-1-nederlaag tegen Veracruz. In zijn eerste twee seizoenen kwam hij slechts sporadisch in actie, maar daarna kreeg de middenvelder steeds meer speeltijd. In de zomer van 2011 verkaste hij voor meer dan één miljoen euro naar Club América, waar hij het rugnummer 5 toebedeeld kreeg. Met América werd de middenvelder in 2013 landskampioen. In januari 2015 verkaste hij naar Santos Laguna. Bij die club speelde hij twee jaar lang, waarin hij tot tweeënzeventig competitiewedstrijden kwam. Hierna verkaste Molina in januari 2017 naar Monterrey. Twee jaar later verkaste de middenvelder naar Chivas Guadalajara. Na vier jaar bij die club trok Molina naar Pumas UNAM. In de zomer van 2024 besloot Molina op zesendertigjarige leeftijd een punt te zetten achter zijn actieve loopbaan.

## Interlandcarrière
Molina debuteerde op 17 maart 2010 in het Mexicaans voetbalelftal . Op die dag werd er met 2–1 gewonnen van Noord-Korea. De middenvelder mocht van bondscoach Javier Aguirre zes minuten voor tijd invallen voor aanvaller Javier Hernández. Tussen 2010 en 2013 speelde Molina acht interlands voor Mexico. Hierna speelde hij vanaf 2016 weer vaker in de nationale ploeg.
| Interlands van Jesús Molina voor Mexico | Interlands van Jesús Molina voor Mexico | Interlands van Jesús Molina voor Mexico | Interlands van Jesús Molina voor Mexico | Interlands van Jesús Molina voor Mexico | Interlands van Jesús Molina voor Mexico | Interlands van Jesús Molina voor Mexico |
| №                                       | Datum                                   | Wedstrijd                               | Uitslag                                 | Competities                             | Goals                                   |                                         |
| Als speler bij Club Tigres              | Als speler bij Club Tigres              | Als speler bij Club Tigres              | Als speler bij Club Tigres              | Als speler bij Club Tigres              | Als speler bij Club Tigres              | Als speler bij Club Tigres              |
| --------------------------------------- | --------------------------------------- | --------------------------------------- | --------------------------------------- | --------------------------------------- | --------------------------------------- | --------------------------------------- |
| 1                                       | 17 maart 2010                           | Mexico – Noord-Korea                    | 2 – 1                                   | Vriendschappelijk                       |                                         |                                         |
| Als speler bij Club América             |                                         |                                         |                                         |                                         |                                         |                                         |
| 2                                       | 2 september 2011                        | Mexico – Polen                          | 1 – 1                                   | Vriendschappelijk                       |                                         |                                         |
| 3                                       | 11 november 2011                        | Mexico – Servië                         | 2 – 0                                   | Vriendschappelijk                       |                                         |                                         |
| 4                                       | 25 januari 2012                         | Mexico – Venezuela                      | 3 – 1                                   | Vriendschappelijk                       |                                         |                                         |
| 5                                       | 27 mei 2012                             | Mexico – Wales                          | 2 – 0                                   | Vriendschappelijk                       |                                         |                                         |
| 6                                       | 30 januari 2013                         | Mexico – Denemarken                     | 1 – 1                                   | Vriendschappelijk                       |                                         |                                         |
| 7                                       | 17 april 2013                           | Mexico – Peru                           | 0 – 0                                   | Vriendschappelijk                       |                                         |                                         |
| 8                                       | 13 november 2013                        | Mexico – Nieuw-Zeeland                  | 5 – 1                                   | WK 2014 kwalificatie                    |                                         |                                         |
| Als speler bij Santos Laguna            |                                         |                                         |                                         |                                         |                                         |                                         |
| 9                                       | 11 februari 2016                        | Senegal – Mexico                        | 0 – 2                                   | Vriendschappelijk                       |                                         |                                         |
| 10                                      | 26 maart 2016                           | Canada – Mexico                         | 0 – 3                                   | WK 2018 kwalificatie                    |                                         |                                         |
| 11                                      | 30 maart 2016                           | Mexico – Canada                         | 2 – 0                                   | WK 2018 kwalificatie                    |                                         |                                         |
| 12                                      | 28 mei 2016                             | Paraguay – Mexico                       | 0 – 1                                   | Vriendschappelijk                       |                                         |                                         |
| 13                                      | 2 juni 2016                             | Chili – Mexico                          | 0 – 1                                   | Vriendschappelijk                       |                                         |                                         |
| 14                                      | 10 juni 2016                            | Jamaica – Mexico                        | 0 – 2                                   | Copa América 2016                       |                                         |                                         |
| 15                                      | 14 juni 2016                            | Venezuela – Mexico                      | 1 – 1                                   | Copa América 2016                       |                                         |                                         |
| 16                                      | 3 september 2016                        | El Salvador – Mexico                    | 1 – 3                                   | WK 2018 kwalificatie                    |                                         |                                         |
| 17                                      | 9 oktober 2016                          | Nieuw-Zeeland – Mexico                  | 1 – 2                                   | Vriendschappelijk                       |                                         |                                         |
| 18                                      | 12 oktober 2016                         | Panama – Mexico                         | 0 – 1                                   | Vriendschappelijk                       |                                         |                                         |
| Als speler bij Monterrey                |                                         |                                         |                                         |                                         |                                         |                                         |
| 19                                      | 8 februari 2017                         | Mexico – IJsland                        | 1 – 0                                   | Vriendschappelijk                       |                                         |                                         |
| 20                                      | 24 maart 2017                           | Mexico – Costa Rica                     | 2 – 0                                   | WK 2018 kwalificatie                    |                                         |                                         |
| 21                                      | 28 maart 2017                           | Trinidad en Tobago – Mexico             | 0 – 1                                   | WK 2018 kwalificatie                    |                                         |                                         |
| 22                                      | 27 mei 2017                             | Mexico – Kroatië                        | 1 – 2                                   | Vriendschappelijk                       |                                         |                                         |
| 23                                      | 28 juni 2017                            | Mexico – Ghana                          | 1 – 0                                   | Vriendschappelijk                       |                                         |                                         |
| 24                                      | 1 juli 2017                             | Mexico – Paraguay                       | 2 – 1                                   | Vriendschappelijk                       |                                         |                                         |
| 25                                      | 9 juli 2017                             | Mexico – El Salvador                    | 3 – 1                                   | Gold Cup 2017                           |                                         |                                         |
| 26                                      | 13 juli 2017                            | Mexico – Jamaica                        | 0 – 0                                   | Gold Cup 2017                           |                                         |                                         |
| 27                                      | 20 juli 2017                            | Mexico – Honduras                       | 1 – 0                                   | Gold Cup 2017                           |                                         |                                         |
| 28                                      | 23 juli 2017                            | Mexico – Jamaica                        | 0 – 1                                   | Gold Cup 2017                           |                                         |                                         |
| 29                                      | 31 januari 2018                         | Mexico – Bosnië en Herzegovina          | 1 – 0                                   | Vriendschappelijk                       |                                         |                                         |
| 30                                      | 23 maart 2018                           | Mexico – IJsland                        | 3 – 0                                   | Vriendschappelijk                       |                                         |                                         |
| 31                                      | 27 maart 2018                           | Mexico – Kroatië                        | 0 – 1                                   | Vriendschappelijk                       |                                         |                                         |
| 32                                      | 28 mei 2018                             | Mexico – Wales                          | 0 – 0                                   | Vriendschappelijk                       |                                         |                                         |